# Courageux (линейный корабль, 1753)
Courageux (1753) — 74-пушечный французский линейный корабль. Впоследствии британский линейный корабль 3 ранга HMS Courageux, первый корабль Его величества, названный Courageux или Courageous.
Построен государственным арсеналом в Бресте. Единственный 74-пушечный, спроектированный Жаном Жоффруа. Заказан в апреле 1751 года. Спущен на воду 11 октября 1753 года. Вошёл в строй в 1754 году.

## Служба
Участвовал в Семилетней войне.
Взят HMS Bellona 13 августа 1761 года в районе Виго. Взят в Королевский флот приказом Адмиралтейства от 2 февраля 1762 года. Переименован в HMS Courageux 10 февраля. Обмерен, присвоен ранг и рейтинг, включен в списки флота 16 февраля того же года. Как обычно, корабль был заметно больше британских 74-пушечных. По размерам не подходил ни под «обычные», ни под «большие» 74-пушечные, поэтому указан как 74-пушечный «среднего класса» (англ. Middling Class).
1762 — 8 июля, большой ремонт в Портсмуте по 14 июня 1764 года.
1772 — январь, средний ремонт по июль 1773 года.
Участвовал в Американской революционной войне.
1776 — июль, вошёл в строй, капитан Самуэль Худ; ноябрь, поставлен как брандвахта в Портсмуте.
1778 — январь, капитан лорд Малгрейв. 27 июля был у острова Уэссан.
1779 — апрель-май, ремонт и обшивка медью в Портсмуте. В последний день 1779 года был с эскадрой капитана Чарльза Филдинга (англ. Charles Fielding), который потребовал разрешения обыскать голландский конвой на предмет контрабанды. Голландский адмирал отказался и открыл огонь по шлюпкам, посланным с британских кораблей. После ответного огня голландцы сдались. Филдинг отказался принять капитуляцию и взял девять кораблей в качестве призов.
1781 — капитан лорд Малгрейв. 4 января захватил в Канале французский фрегат Minerve (32), превратив её в обломки после часового боя в расстоянии пистолетного выстрела, только тогда Minerve сдалась. Courageux потерял 17 человек убитыми и ранеными.
1782 — апрель, предпоходовый ремонт в Портсмуте; октябрь, с флотом лорда Хау участвовал в снятии осады с Гибралтара, был у мыса Спартель.
1783 — март, выведен в резерв, команда рассчитана.
1787 — июнь, ремонт между средним и капитальным, по июль 1789 года.
Участвовал во Французских революционных войнах.
1790 — май, вошел в строй во время т. н. Испанского вооружения, капитан Джордж Каунтесс (англ. George Countess).
1791 — февраль, повторно вошёл в строй во время т. н. Русского вооружения, капитан Алан Гарднер (англ. Alan Gardner); сентябрь, выведен в резерв.
1793 — январь, повторно вошёл в строй, капитан Уильям Уолдгрейв (англ. William Waldegrave). 11 мая ушёл в Средиземное море. С эскадрой лорда Худа участвовал в оккупации Тулона.
Когда роялисты контр-адмирала графа де Трогова (фр. de Trogoff) в августе сдали порт и корабли, капитан Уолдгрейв был послан в Англию с депешами и временно был назначен капитан Джон Мэтьюс (англ. John Mattews).
В конце сентября вышел из Тулона на Корсику для соединения с эскадрой коммодора Линзи (англ. Linzee), остальные корабли были HMS Alcide, HMS Ardent и HMS Lowestoffe. 1 октября три корабля предприняли неудачное нападение на город и форты Сан Фиоренцо. После почти четырёх часов обстрела они были вынуждены отступить, оставив якоря на грунте, и были отбуксированы в бухту Мартелло. Courageux четырежды поджигали калёные ядра, его первый лейтенант, Ладлоу Шилс (англ. Ludlow Shiells), был убит, вырезая одно из ядер из коечных сеток на шкафуте. Мачты и такелаж были сильно повреждены, и ему было приказано идти в Тулон на ремонт.
Обогнув мыс Корсо, капитан Мэтьюс обнаружил несколько небольших судов под защитой башни. Когда он становился на якорь для атаки, обнаружилось, что Courageux наскочил на риф и принимает воду из расчета 6 футов час. После того как корабль снялся, была высажена десантная партия, которая разрушила башню и захватила суда. По прибытии в Тулон было признано необходимым поставить его в бассейн для ремонта корпуса.
К моменту эвакуации 19 декабря ремонт был завершен, но корабль не имел руля, почти никаких припасов и пороха. Он отверповался из бассейна, руль был доставлен к нему маломерными судами и навешен на рейде. Courageux был среди последних 6 кораблей, покинувших город.
1795 — капитан Август Монтгомери (англ. Augustus Montgomery); c эскадрой вице-адмирала Хотэма был под Тулоном. 13 марта у Генуи совместно с HMS Illustrious захватил Ça-Ira. На следующий день, при попытке французов отбить призы, был поврежден. Потери составили 15 убитых и 33 раненых. Courageux потерял бизань и грот-мачты. Корабль, похожий больше на обломок крушения, был отбуксирован HMS Inconstant в Ливорно для ремонта. Позже капитан Бенджамин Халлоуэл (англ. Benjamin Hallowell). 13 июля присутствовал при Йерских островах, в бою не участвовал.
1796 — вице-адмирал Джервис сменил Хотэма на посту командующего. После объединения кадисской эскадры испанцев и тулонской эскадры французов Джервис остался в меньшинстве и вынужден был эвакуировать Корсику, а затем отступить к Кадису. При отходе Courageux (и. о. лейтенант Джон Бэрроуз, англ. John Burrows) разбился на марокканском берегу под Гибралтаром 18 декабря 1796 года.
В декабре 1796 года капитан Хэллоуэлл служил на берегу в Гибралтаре, вместо него командовал лейтенант Джон Берроуз. Штормовой ветер, который помешал перехватить франко-испанский флот при прохождении через пролив 10-го, сорвал Courageux с якорей, и он потерпел крушение на скалах ниже Манки-Хилл с африканской стороны пролива, 19 декабря 1796 года.
Из 593 человек на борту спаслись всего 129.